# 范充濁
范充濁（1520年—？），字清夫，順天府霸州（今河北省霸州市）人，民籍，明朝政治人物。

## 生平
嘉靖十九年（1540年）庚子科順天府鄉試第八十二名舉人。嘉靖二十三年（1544年）中式甲辰科三甲二百十五名進士。歷工部都水司主事、郎中、戶部山西督儲郎中，嘉靖三十二年（1553年）任衛輝府知府，升山東霸州兵备副使、陝西甘肅兵備副使。

## 家族
曾祖范延壽，巡檢；祖父范昭；父范魁，歲貢生，母王氏。